# Enyimba International Football Club
L'Enyimba International F.C., meglio noto come Enyimba, è una società calcistica nigeriana con sede nella città di Aba, nel sud-est del paese. Milita nella Nigerian Professional Football League, la massima divisione del campionato nigeriano di calcio. Il nome della squadra significa "l'elefante del popolo" in lingua igbo.
Fondato nel 1976, è il club più titolato del paese, avendo vinto 8 campionati nigeriani, 5 Coppe di Nigeria, 2 CAF Champions League e 2 Supercoppe africane.

## Storia

### Dalla fondazione agli anni '90
La società fu fondata nel novembre del 1976 dal governatore dello stato di Imo, ente proprietario della squadra, Jerry Amadi Enyeazu, un'importante personalità nel campo della politica sportiva nigeriana.
Negli anni '70 e '80 l'Enyimba faticò ad imporsi a livello nazionale, vivendo all'ombra di club come Enugu Rangers, Shooting Stars, Bendel Insurance e dei rivali locali del Iwuanyanwu Nationale.

### Anni 1990: dalla retrocessione all'ascesa
Dal 1990, con l'inaugurazione della Nigerian Professional Football League, la massima serie professionistica nigeriana, la squadra di Aba visse dapprima alcune annate difficili, poi conobbe un'ascesa. La prima stagione in massima serie si chiuse al 13º posto su 16 squadre, con sole 5 vittorie in 30 partite, 25 gol fatti e 36 subiti.
Nell'agosto del 1991 lo stato di Imo fu ulteriormente diviso, con la creazione dello stato di Abia, che comprendeva la città di Aba, sede dell'Enyimba. A rilevare la proprietà del club fu dunque il nuovo governatore del neo-costituito stato di Abia.
Nel 1991 le partite vinte dall'Enyimba furono 8, ma alla fine il torneo fu chiuso al 15º posto con 36 punti, uno in più dello Stationery Stores, e giunse dunque la retrocessione in seconda serie. Dal 1992 al 1993 l'Enyimba disputò due annate nella serie cadetta, prima di ottenere la promozione con 29 vittorie su 46 partite giocate, ben 96 punti ottenuti (record per i campionati professionistici nigeriani) e una differenza reti di +39, con 64 gol fatti e 25 subiti (record di gol segnati e minimo di gol subiti tra tutte le squadre del campionato).
Tornata in massima serie, la squadra proseguì i progressi e nel 1994 si piazzò terza, dietro il BCC Lions e lo Shooting Stars, mancando la qualificazione alla Coppa CAF 1995 solo per una differenza reti sfavorevole. Dopo una mediocre stagione 1995, vi fu il quarto posto del 1996, poi una serie di risultati inconsistenti, che condussero il club sull'orlo del baratro nel 1997, quando la retrocessione fu evitata solo per differenza reti, e la fecero chiudere al settimo posto nel 1998.

### La nuova era: la Coppa dei Campioni
Nel 1999, con l'avvento di Orji Uzor Kalu a governatore dello stato di Abia, ha inizio una nuova era: gli "elefanti del popolo" vincono il campionato nigeriano nel 2001, 2002, 2003 e 2005 e la Coppa di Nigeria nel 2005. L'Enyimba vince il suo primo titolo nel 2001, guidato dal tecnico Godwin Koko Uwa. Si ricorda anche la partita amichevole che la squadra disputò il 19 agosto 2001 al Meazza di Milano contro l'Inter in onore del rientrante Ronaldo, reduce da un infortunio. Il match, organizzato da Ronaldo, raccoglieva fonti per i bimbi africani, asiatici e sudamericani in difficoltà e avrebbe dovuto vedere la partecipazione della nazionale senegalese, rimpiazzata all'ultimo dai nigeriani.
Nella CAF Champions League 2002 l'Enyimba superò al primo turno l'Étoile Filante de Ouagadougou del Burkina Faso per 4-1 e 1-3, poi fu fermata al secondo turno dall'ASEC Abidjan della Costa d'Avorio per 1-4 e 3-1. Intanto campionato 2002 vien vinto nuovamente dall'Enyimba con il nuovo tecnico Kelechi Emetole.
Nella stagione 2002-03 l'allenatore cambia ancora, ma il risultato non cambia: con alla guida Kadiri Ikhana i People's Elephants vincono il terzo titolo e si aggiudicano la prima Coppa dei Campioni. Questo il cammino trionfale: al primo turno superata la squadra Satellite FC della Guinea per 3-0 (casa) e 5-2 (fuori), al secondo turno lo Jeanne d'Arc, senegalese, per 4-0 e 0-0, nel girone eliminatorio i nigeriani si classificano primi con 12 punti (frutto di 4 vittorie e 2 sconfitte) davanti a Ismaili (Egitto), Simba (Tanzania) e Asec Abidjan (Costa d'Avorio), nelle semifinali superano gli algerini dell'USMA per 1-1 (fuori casa) e 2-1 (in casa). In finale i People's Elephants ritrovano gli egiziani dell'Ismaili, da cui avevano subito un'umiliante sconfitta per 1-6 nel girone eliminatorio poi vinto: è la rivincita. L'Enyimba vice la sua prima CAF Champions League vincendo 2-0 ad Abia e perdendo 1-0 in Egitto: il capitano Romanus Orjinta poteva alzare al cielo la coppa.
Nella stagione 2003-2004 l'Enyimba non vinse il titolo nazionale, ma trionfò per la seconda volta consecutiva nella Coppa dei Campioni d'Africa. Nel primo turno superò i senegalesi dell'ASC Jaraaf per 3-0 e 0-2, nel secondo turno gli angolani del Petro Atletico Luanda per 1-1 e 2-1 (fuori casa), nel girone eliminatorio si classificò secondo dopo l'Étoile du Sahel (Tunisia) e davanti a Africa Sports National (Costa d'Avorio) e Bakili Bullets (Malawi). In semifinale superò i tunisini dell'Esperance ai tiri di rigore, dopo aver pareggiato entrambe le gare per 1-1. Nelle due finali l'Enyimba superò i tunisini dell'Étoile du Sahel nuovamente ai rigori, dopo che le due partite erano terminate 2-1 per i rispettivi padroni di casa. Il portiere della formazione nigeriana, Vincent Enyeama, fu eletto miglior calciatore della CAF Champions League. L'Enyimba aggiunse al proprio palmarès anche la Supercoppa d'Africa, vinta battendo i ghanesi dell'Hearts of Oak.
Il terzo posto in campionato nella stagione 2008-2009 con 64 punti si accompagnò a una nuova vittoria nella coppa nazionale, ottenuta nella finale contro gli Sharks (1-0), successo che consentì alla squadra di Aba di qualificarsi alla Coppa della Confederazione CAF 2010.

### Anni duemiladieci
Nel 2013-2014 la squadra lottò con il Kano Pillars per la vittoria del titolo, ma disordini causati dai tifosi provocarono la sospensione del big match tra le due squadre, che fu rigiocato il 9 ottobre 2013 a Lokoja: la partita si chiuse con la vittoria del Kano Pillars, che si aggiudicò poi il titolo con 63 punti, uno in più dei rivali. L'Enyimba vinse tuttavia la Coppa di Nigeria battendo in finale il Warri Wolves (2-2 e 5-4 dopo i tiri di rigore).
La stagione 2014 iniziò con la bruciante eliminazione al primo turno della CAF Champions League per mano dei maliani del Real Bamako e un rendimento insoddisfacente in campionato, il cui girone di andata fu chiuso al sesto posto. Il torneo fu poi concluso al secondo posto con 64 punti dietro il Kano Pillars, che fu battuto all'ultima giornata dall'Enyimba per 3-1. L'Enyimba vinse solo uno dei sei "derby orientali" (2-1 in casa contro i Rangers International. I rivali statali dell'Abia Warriors vinsero per 1-0 in casa dell'Enyimba, che perse punti anche contro Giwa e Heartland. L'attaccante Mfon Udoh stabilì un nuovo primato stagionale segnando 23 gol in campionato. L'annata fu impreziosita dalla vittoria della Coppa di Nigeria, conquistata nella finale giocata allo Stadio Teslim Balogun di Lagos contro i Dolphins (2-1) il 23 novembre 2014. I gol dell'Enyimba portarono la firma di Mfon Udoh e Chinonso Okonkwo.
Nel campionato 2015 la squadra tornò al successo, ma la stagione 2016 fu molto deludente, essendosi conclusa con il nono posto in campionato, a quota 50 punti. Nel 2017 arrivò il terzo posto con 61 punti: la terza piazza valse all'Enyimba la qualificazione alla Coppa della Confederazione CAF della stagione seguente.

## Palmarès

### Competizioni nazionali
- Campionato nigeriano: 9

2001, 2002, 2003, 2005, 2007, 2010, 2015, 2019, 2022-2023
- Coppa di Nigeria: 4

2005, 2009, 2013, 2014

### Competizioni internazionali
- CAF Champions League: 2

2003, 2004
- Supercoppa CAF: 2

2003, 2004

### Altri piazzamenti
- Campionato nigeriano:

Secondo posto: 1980, 1982, 1985, 1992, 1993, 1999, 2000, 2004, 2009, 2013, 2014, 2019-2020
Terzo posto: 1981, 1988, 2008, 2017, 2023-2024
- Coppa di Nigeria:

Finalista: 2010, 2011
- CAF Champions League:

Semifinalista: 2008, 2011
- Coppa della Confederazione CAF:

Semifinalista: 2018

## Organico

### Rosa
Aggiornata al gennaio 2018.
| N. |                    | Ruolo | Calciatore                 |
| -- | ------------------ | ----- | -------------------------- |
| 1  | Nigeria (bandiera) | P     | Ikechukwu Ezenwa           |
|    | Nigeria (bandiera) | P     | Theophilus Afelokhai       |
|    | Nigeria (bandiera) | D     | Akubueze Uche              |
| 3  | Nigeria (bandiera) | D     | Francis Benjamin           |
| 5  | Nigeria (bandiera) | D     | Ifeanyi Anaemena           |
| 6  | Nigeria (bandiera) | D     | Ernest Governor            |
| 7  | Nigeria (bandiera) | A     | Omofoman Freedom           |
| 8  | Nigeria (bandiera) | A     | Abdulrahman Bashir         |
| 9  | Nigeria (bandiera) | A     | Stephen Chukwude           |
| 12 | Ghana (bandiera)   | P     | Fatau Dauda                |
| 13 | Nigeria (bandiera) | A     | Sopuruchi Augustine Dimgba |
| 15 | Nigeria (bandiera) | C     | Ikechukwu Ibenegbu         |
| 16 | Nigeria (bandiera) | C     | Dare Ojo                   |
| 17 | Ghana (bandiera)   | C     | Farouk Mohammed            |
| 22 | Nigeria (bandiera) | C     | Chinedu Otti               |

| N. |                    | Ruolo | Calciatore           |
| -- | ------------------ | ----- | -------------------- |
|    | Nigeria (bandiera) | A     | Mfon Udoh (capitano) |
| 24 | Nigeria (bandiera) | D     | Nelson Ogbonnaya     |
| 26 | Nigeria (bandiera) | C     | Augustine Oladepo    |
| 27 | Nigeria (bandiera) | C     | Tofic Omar           |
| 30 | Togo (bandiera)    | A     | Franco Atchou        |
|    | Nigeria (bandiera) | C     | Wasiu Alalade        |
|    | Nigeria (bandiera) | D     | Ikouwem Udo Utin     |
|    | Nigeria (bandiera) | D     | Oladuntoye Isiaka    |
|    | Nigeria (bandiera) | D     | Olayinka Onaolapo    |
|    | Nigeria (bandiera) | A     | Andrew Abalaogu      |
|    | Nigeria (bandiera) | A     | Chinonso Okonkwo     |
|    | Nigeria (bandiera) | A     | Ibrahim Mustapha     |
|    | Nigeria (bandiera) | A     | Joseph Osadiaye      |
| 35 | Nigeria (bandiera) | P     | Friday Achimugwu     |
|    | Nigeria (bandiera) | A     | Ugochukwu Aputazie   |

### Allenatori
| - Kosta Papić (????–02) - Shaibu Amodu (2002-03) - Kadiri Ikhana (2003-04) - Michael Urukalo (2004) - Felix Okey Emordi (2004-05) |  | - Alphonsus Dike (2005-06) - Maurice Cooreman (ott 2006-feb 09) - Daniel Amokachi (2008) - Augustine Eguavoen (2008-09) - Felix Okey Emordi (ago 2009-nov 11) - Salisu Yusuf (nov 2012–2014) |